# Przedstawiciele dyplomatyczni Francji w Saksonii
Formalne nawiązanie stosunków dyplomatycznych między Francją a Saksonią nastąpiło w 1655 roku. Przedstawicielami dyplomatycznymi Francji w Saksonii byli:

## XVI wiek
- 1547 de Bassefontaine (ambasador)[2]

## XVII wiek
- 1630 de Scythie, sufragan Toul
- 1631 de L’Isle (ambasador)
- Charnacé
- Beauregard
- Rorté
- 1639 hrabia de Guébriant (minister pełnomocny)
- Oisonville
- 1655 Antoine de Lombres pan d’Herbing (plenipotent)
- Vagné
- 1657 Blondel
- 1664 abbé Bidal d’Hasfeldt (poseł) i Robert de Gravel (plenipotent na całe Niemcy)
- 1666 de Magny (poseł)
- Chassan
- 1680 Rousseau (poseł)
- 1690 Freischmann (poseł)
- 1691 d’Hasfeldt, prawdopodobnie abbé Bidal (plenipotent)
- 1693 Jourdan (poseł)
- 1695 abbé Bidal[2]

## XVIII wiek
- 1712 Hoock (agent)
- 1733 Louis de Talaru, markiz de Chalmazel
- 1740 Pierre Puchot, hrabia des Alleurs (poseł)
- 1741 Charles Louis Auguste Fouquet de Belle-Isle (ambasador nadzwyczajny)

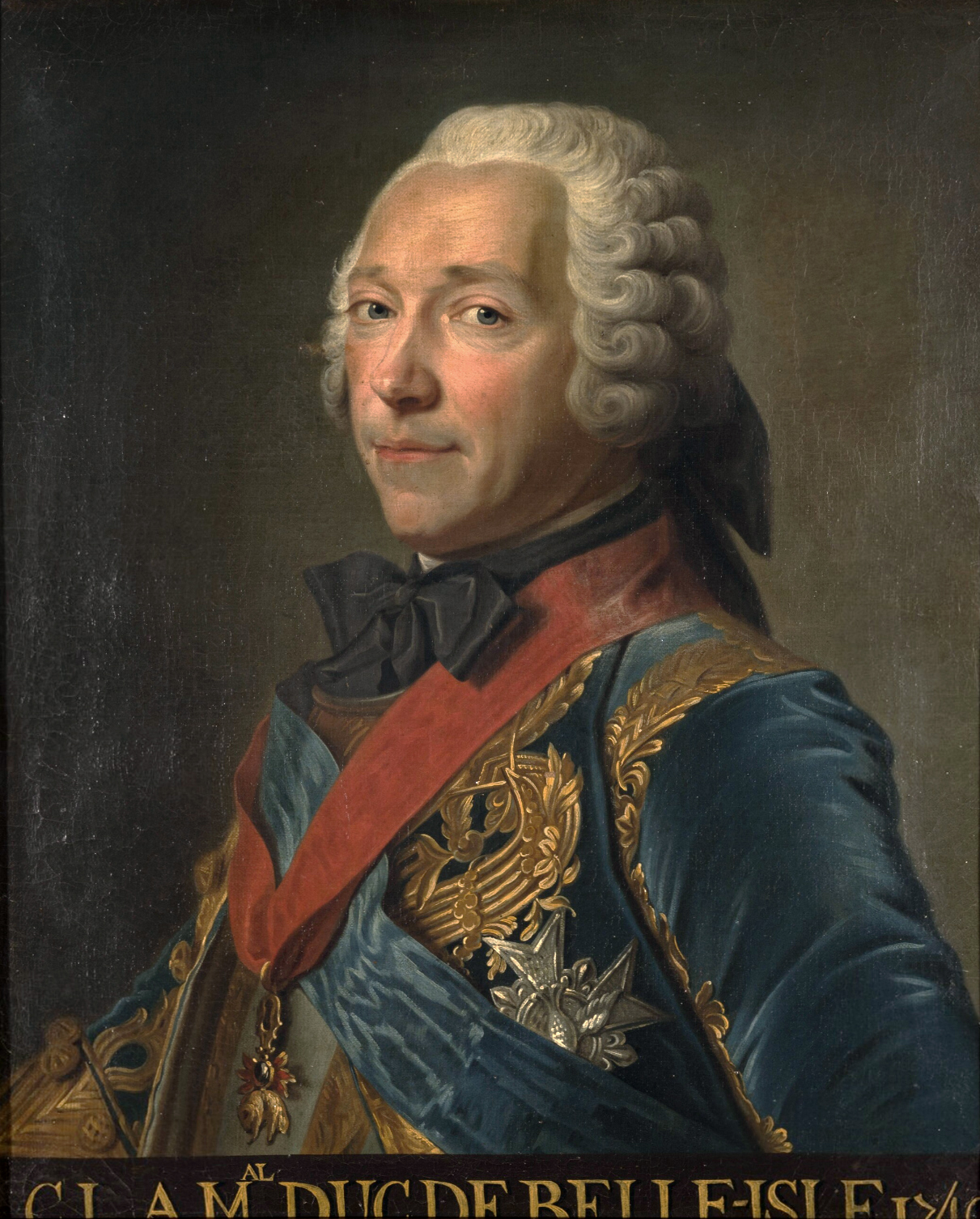
Charles Louis Auguste Fouquet de Belle-Isle

- 1745 markiz de Valory (poseł nadzwyczajny) i hr. de Vaulgrenant (minister pełnomocny)
- 1746 Durand d’Aubigny (Chargé d’affaires), Louis François Armand du Plessis, książę de Richelieu

- Des Issarts
- 1750 Boter (Chargé d’affaires)

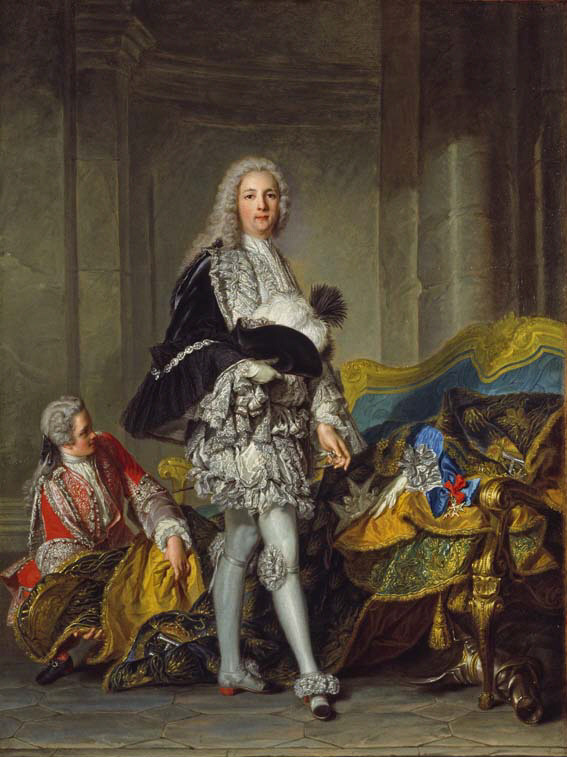
Louis François Armand du Plessis, książę de Richelieu

- 1752 Charles François de Broglie (amb. w Polsce)
- 1752 Pierre-Michel de Hennin (Chargé d’affaires)
- 1763 Antoine-René de Voyer de Paulmy
- ks. de Morainville (Chargé d’affaires)
- 1764 François-Antoine, baron de Zuckmantel
- 1767 Fischer (Chargé d’affaires)
- 1770 Rochon de Chabannes (Chargé d’affaires)
- 1772 Louis-Gabriel Du Buat-Nançay(inne języki)
- 1774 François Barbé-Marbois(inne języki) (Chargé d’affaires)
- 1776 Entraigues, minister pełnomocny
- 1782 La Graviére
- 1785 Huraut de Vibraye
- 1786 Meyer (Chargé d’affaires)
- 1792 Montesquiou, minister pełnomocny
- 1799 (Rok VI) Helfflinger (Chargé d’affaires)[2]

## XIX wiek
- 1801 (Rok VIII) N. Chamans La Valette
- 1801 (Rok IX) Alexandre la Rochefoucauld(inne języki)
- 1805 (Rok XIII) Clément-Édouard de Moustier(inne języki) (Chargé d’affaires), Joseph Alexandre Jacques Durant de Mareuil(inne języki)
- 1806 Clément-Édouard de Moustier(inne języki)
- 1807 Jean-François de Bourgoing, min. pełnomocny
- 1811 Félix Lajard(inne języki)
- de le Serra
- Albéric-Émé de Marcieu (Chargé d’affaires)[2]
- 1815–1816 Joseph Fouché[2]
- 1816–1817 Marc René de Montalembert
- 1816[2] względnie 1817–1818 Édouard Dillon(inne języki)[2]
- 1819–1821 Florimond de Faÿ de La Tour-Maubourg(inne języki)[2]
- 1821–1828 Marie Hippolyte de Guculluy de Rumigny(inne języki)[3]
- 1828[2]-1830 Victor Louis Charles Caraman[2]
- 1830–1832 Charles-Frédéric Reinhard(inne języki)[3]
- 1832[3]-1835 Charles Paul Amable de Bourgoing(inne języki)[3]
- 1834[3] względnie 1836–1845 Edmond de Bussières(inne języki)[3]
- 1845[3]-1849 Theophile de Bionneau d'Airargues vel Eyragues[3]
- 1850[3] względnie 1849–1851 Jean Marie Armand d'André
- 1851[3]-1853 Jean Raymond Sigismond de Salignac-Fénélon(inne języki)
- 1853[3]-1855 Edouard Henri Mercier de Lostende
- 1855–1870 Alexandre de Forth-Rouen
- 1870–1871 wakat (stan wojny)
- 1871–1914 utrzymywanie tylko stosunków konsularnych[1]